# Schmalblättriger Merk
Der Schmalblättrige Merk (Berula erecta (Huds.) Cov., Syn.: Sium erectum Huds.), auch Berle genannt, ist eine Pflanzenart aus der Gattung Berula innerhalb der Familie der Doldenblütler (Apiaceae). Sie ist eine weit verbreitete Sumpfpflanze.

## Beschreibung

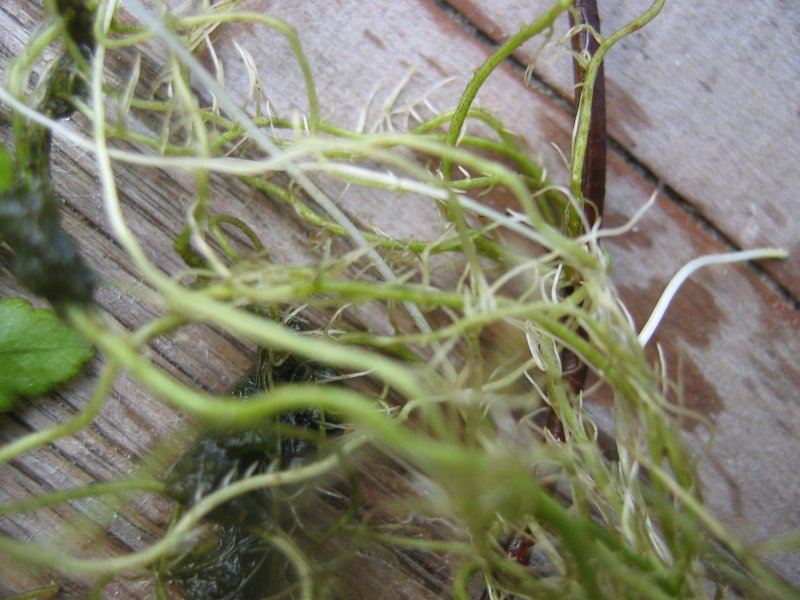
Ausläufer

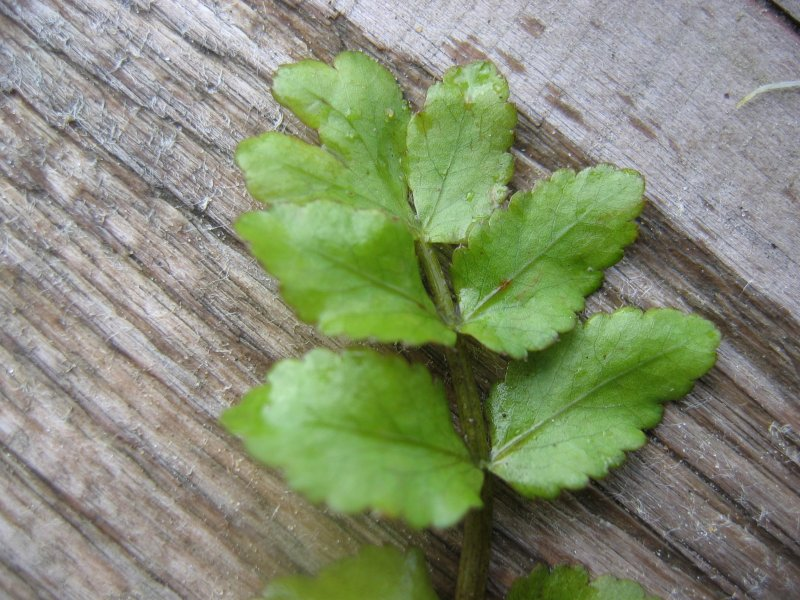
Stängelblatt

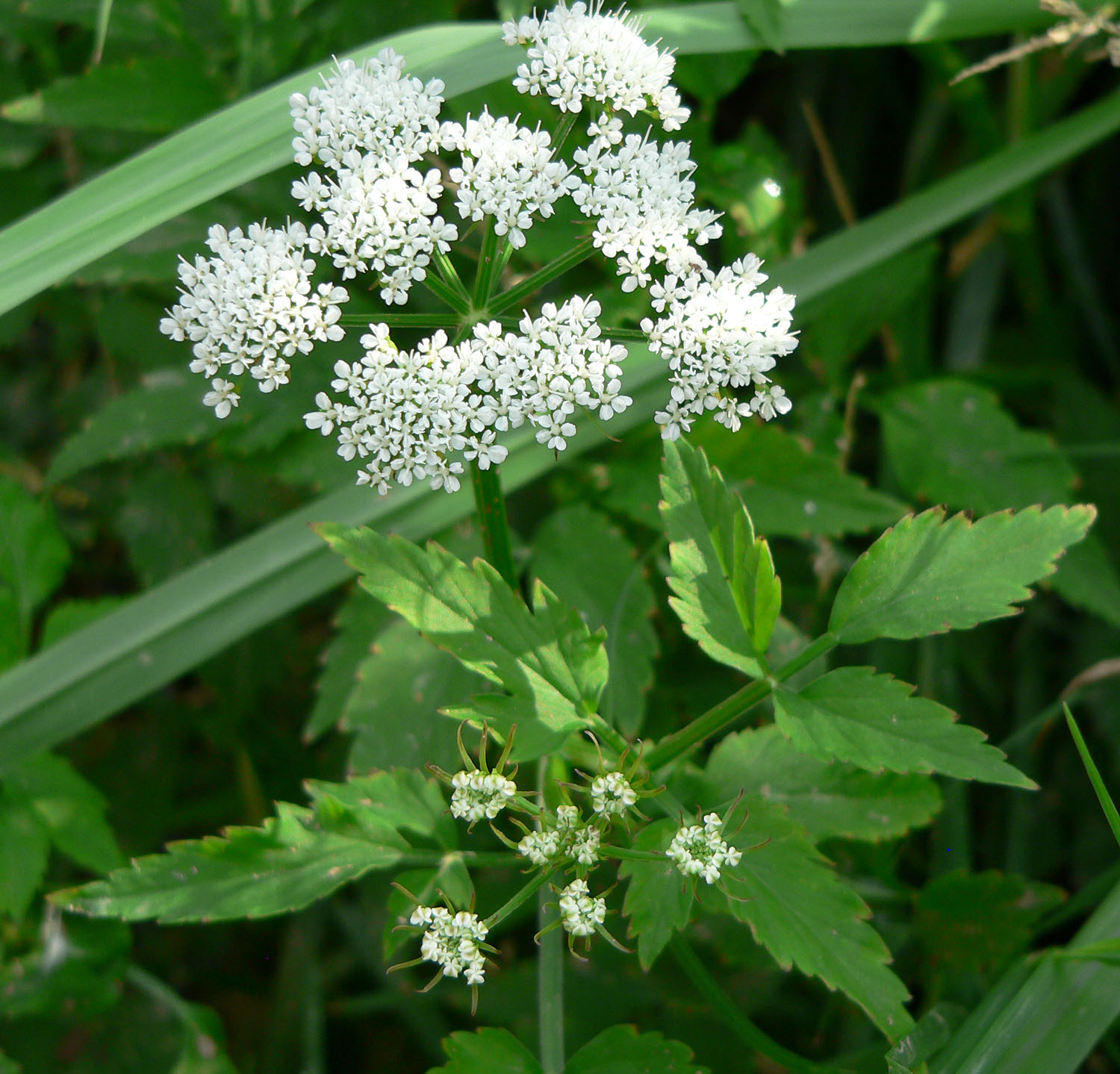
Doppeldoldige Blütenstände in unterschiedlichen Entwicklungsstadien

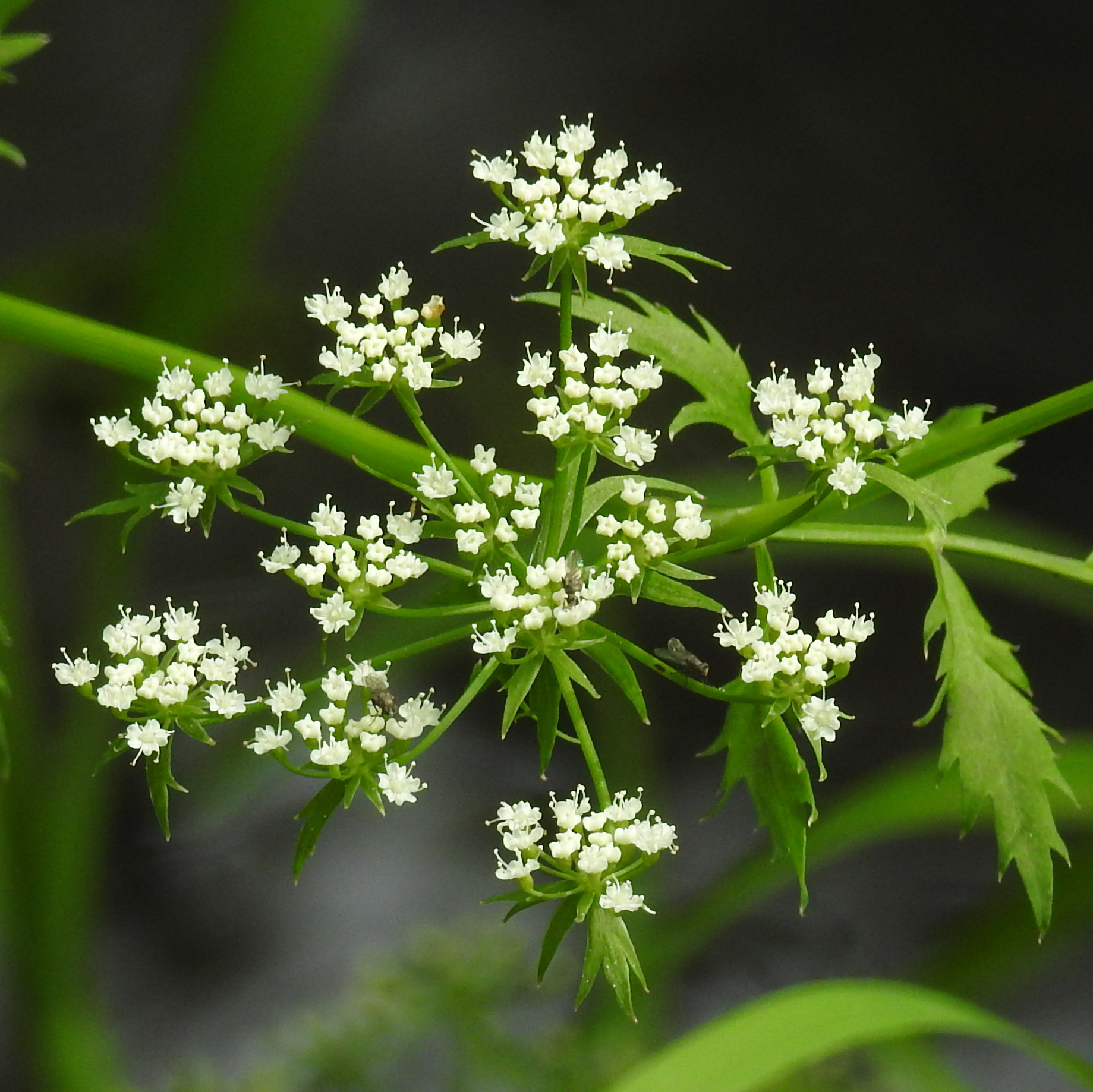
Doppeldolde

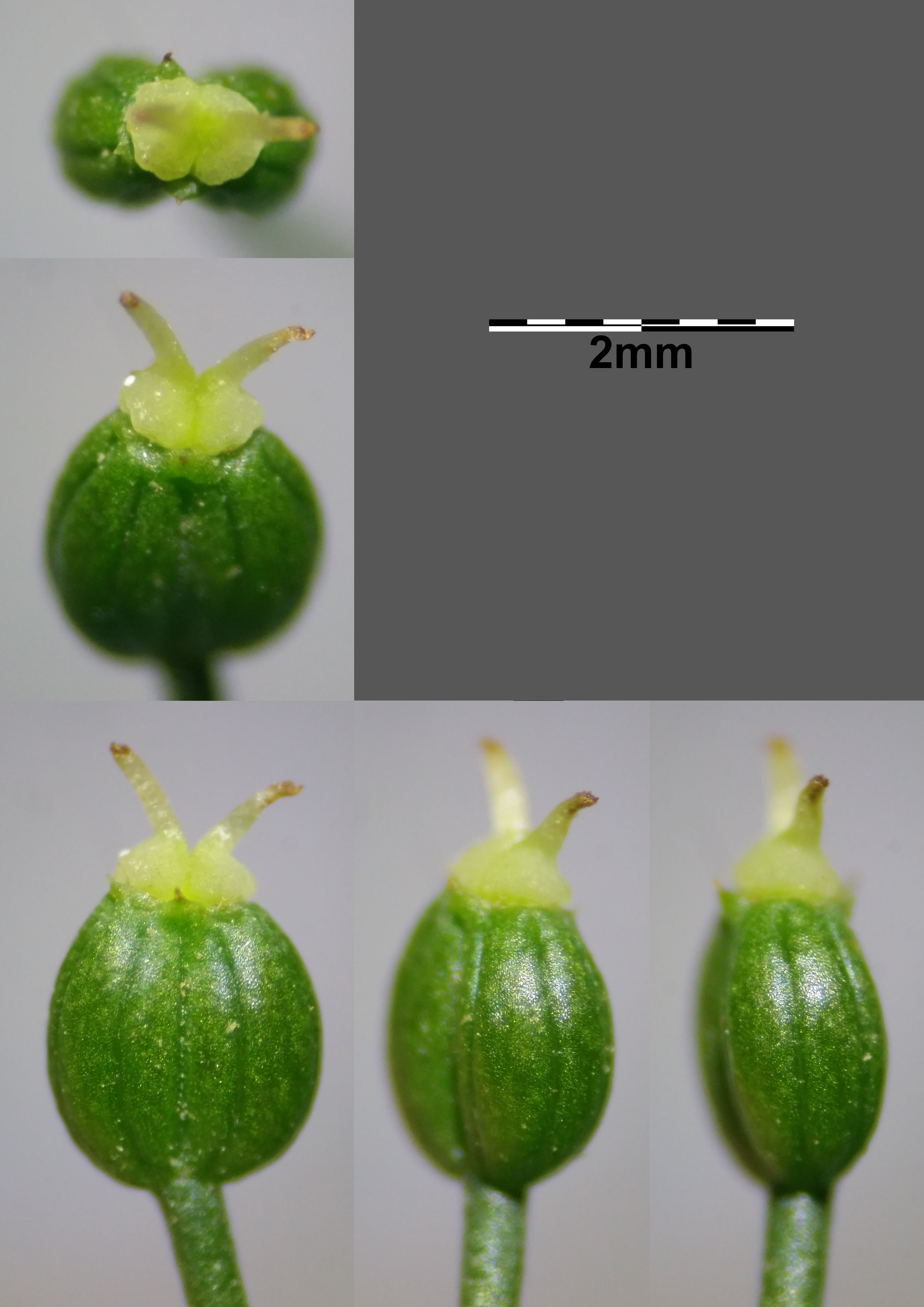
Junge Früchte

### Vegetative Merkmale
Der Schmalblättrige Merk ist eine leicht giftige, ganzjährig grüne, ausdauernde krautige Pflanze, die Wuchshöhen von etwa 30 bis 80 (bis 100) Zentimetern erreicht. Der Schmalblättrige Merk besitzt einen stielrunden, mit feinen Rillen versehenen, röhrig hohlen Stängel. Er wächst aufrecht und ist meist reichästig. Diese Sumpfpflanze kann je nach Standort in zwei sehr ähnlichen Sumpf- oder Schwimmblattformen vorkommen. Die schwimmenden Formen blühen selten und vermehren sich durch Ausläufer. Die Blätter unter Wasser können den Winter überdauern, die an der Luft nicht. Die grundständigen Laubblätter sind gestielt; sie sind bis zu 30 Zentimeter lang und bestehen aus 9 bis 19 gegenständig sitzenden Fiederblättchen. Die Fiederblättchen sind bis 4 Zentimeter lang, am Grunde meist asymmetrisch schief. Sie sind ungleich doppelt gesägt bis gekerbt und stachelspitzig. Die oberen Stängelblätter sind auf den erweiterten hautrandigen Blattscheiden sitzend.

### Generative Merkmale
Entlang des Stängels gegenüber einem Laubblatt stehen auf kurzen Blütenstandsschäften die Doppeldolden, die sich aus zehn bis zwanzig Döldchen zusammensetzen. Hüll- und Hüllchenblätter sind zahlreich vorhanden. Sie können sogar fiederspaltig sein. Die Kelchzähne sind pfriemlich. Die zwittrigen Blüten sind weiß. Die Kronblätter sind etwa 1 Millimeter lang. Der Griffel ist aufrecht abstehend, zuletzt zurückgebogen und mehrmals länger als das kegelförmige Griffelpolster. Die bei Reife bräunlichen Früchte sind 1,5 bis 2 Millimeter lang und eiförmig.

### Phänologie
Die Blütezeit reicht von Juni bis August.

### Chromosomenzahl
Die Chromosomenzahl der Art ist 2n = 18, seltener 12 oder 20.

## Unterscheidung von ähnlichen Arten
Ähnliche Arten sind der Breitblättrige Merk (Sium latifolium) (dieser besitzt einen kantig gefurchten Stängel und bildet keine Ausläufer) und der Knotenblütige Sellerie (Helosciadium nodiflorum).

## Ökologie
Der Schmalblättrige Merk ist kalkstet und Salz ertragend. Dieser Hemikryptophyt und Sumpfpflanze (Helophyt) wurzelt maximal noch bei einer Wassertiefe von 1,5 m. Die meist niedrigen Pflanzen ragen aus dem Wasser und bilden durch Ausläufer ausgedehnte Bestände. Zuweilen leben sie aber auch untergetaucht als Hydrophyt. Der Schmalblättrige Merk überdauert als untergetauchter, krautiger Bestand oder zumindest mit Hilfe grundständiger Knospen. Im ersteren Falle bietet sie Unterschlupf für überwinternde Amphibien und Fische und als deren Laichplatz.
Die Bestäubung erfolgt durch Insekten (Entomophilie). Die Samen werden durch das Wasser ausgebreitet (Hydrochorie). Die schwammige Fruchtwand bewirkt, dass die Teilfrüchte längere Zeit auf dem Wasser schwimmen können.

## Vorkommen und Gefährdung
Der Schmalblättrige Merk ist in den gemäßigten Zonen weit verbreitet, er ist in Eurasien, in der Neuen Welt sowie in den montanen Höhenstufen der afrikanischen Tropen zu finden. Sein ursprüngliches Verbreitungsgebiet umfasst Europa, das tropische Afrika, Ägypten, den Jemen, West- und Zentralasien, den Kaukasusraum, Indien, Pakistan, Xinjiang, Kanada, die Vereinigten Staaten, Baja California und Guatemala. Im südlichen Afrika und in Australien ist die Art ein Neophyt.
Der Schmalblättrige Merk wächst vornehmlich an Gewässerrändern, aber auch in flachen Bächen, den Rändern von Gewässern und in Gräben. Er gedeiht in Mitteleuropa besonders in flach überflutetem, kühlem, oligotrophem bis eutrophem, basenreichem Wasser auf sandig-humosem Schlammböden bis zu etwa 150 Zentimetern Wassertiefe. 
In Mitteleuropa steigt er bis in Höhenlagen von etwa 750 Metern. Er kommt häufig zusammen mit dem Flutenden Hahnenfuß (Ranunculus fluitans), dem Igelkolben (Sparganium) und dem Schwaden (Glyceria) vor. Er ist in der Seichtwasserform eine Charakterart des Verbands Sparganio-Glycerion; in der untergetauchten fo. submersum ist er eine Charakterart des Ranunculo-Sietum erecti-submersi aus dem Verband Ranunculion fluitantis.
Die ökologischen Zeigerwerte nach Landolt et al. 2010 sind in der Schweiz: Feuchtezahl F = 5fw+ (Überschwemmt aber stark wechselnd), Lichtzahl L = 4 (hell), Reaktionszahl R = 4 (neutral bis basisch), Temperaturzahl T = 3+ (unter-montan und ober-kollin), Nährstoffzahl N = 3 (mäßig nährstoffarm bis mäßig nährstoffreich), Kontinentalitätszahl K = 3 (subozeanisch bis subkontinental).
Aufgrund der weiten Verbreitung stuft die IUCN diese Art als „Least Concern“ = „gering gefährdet“ ein.

## Taxonomie
Die Erstveröffentlichung erfolgte 1762 unter dem Basionym Sium erectum durch William Hudson in Flora Anglica S. 103. Die Neukombination zu Berula erecta (Huds.) Coville wurde 1893 durch Frederick Vernon Coville in Contributions from the United States National Herbarium Band 4 S. 115 veröffentlicht. Synonyme von Berula erecta (Huds.) Coville sind Sium angustifolium L. 1763 und Berula angustifolia Mert. & W. D. J. Koch.

## Belege
- Henning Haeupler, Thomas Muer: Bildatlas der Farn- und Blütenpflanzen Deutschlands. Hrsg.: Bundesamt für Naturschutz (= Die Farn- und Blütenpflanzen Deutschlands. Band 2). Eugen Ulmer, Stuttgart (Hohenheim) 2000, ISBN 3-8001-3364-4, S. 369.
- Erich Oberdorfer: Pflanzensoziologische Exkursionsflora. Unter Mitarbeit von Theo Müller. 7., überarbeitete und ergänzte Auflage. Eugen Ulmer, Stuttgart (Hohenheim) 1994, ISBN 3-8252-1828-7, S. 712.
- Ruprecht Düll, Herfried Kutzelnigg: Taschenlexikon der Pflanzen Deutschlands und angrenzender Länder. Die häufigsten mitteleuropäischen Arten im Porträt. 7., korrigierte und erweiterte Auflage. Quelle & Meyer, Wiebelsheim 2011, ISBN 978-3-494-01424-1.